# Glos
Glos település Franciaországban, Calvados megyében. Lakosainak száma 924 fő (2022. január 1.). Glos Beuvillers, Courtonne-la-Meurdrac, Firfol, Hermival-les-Vaux, Lisieux, Le Mesnil-Guillaume, Saint-Jean-de-Livet és Saint-Martin-de-la-Lieue községekkel határos.

## Népesség
A település népességének változása:
| Lakosok száma | 780  | 783  | 857  | 899  | 919  | 931  | 924  | 919  | 926  | 924  |
|               | 1968 | 1982 | 1990 | 2006 | 2013 | 2015 | 2017 | 2019 | 2020 | 2022 |